# Flughafen Hubballi

i8
i11
i13
Der ca. 662 m hoch gelegene Flughafen Hubballi, früher: Hubli (englisch Hubballi Airport, IATA-Code: HBX, ICAO-Code: VOHB) ist ein nationaler Flughafen ca. 20 km (Fahrtstrecke) südöstlich der Millionenstadt Hubballi-Dharwad im Bundesstaat Karnataka im Südwesten Indiens.

## Geschichte
In den 1970er Jahren wurde der Flughafen gebaut und eingeweiht, doch begannen die ersten Linienflüge mit Propeller- und Turboprop-Maschinen erst in den 1990er Jahren. In den Jahren nach 2013 wurde die Start- und Landebahn für kleinere und mittlere Düsenflugzeuge ausgebaut und ein neues Terminal-Gebäude eingeweiht.

## Verbindungen
Derzeit betreiben mehrere indische Fluggesellschaften mehrmals tägliche Flüge nach Bangalore, aber auch Kannur, Chennai, Mumbai, Kochi, Tirupati, Hyderabad u. a. werden mindestens einmal wöchentlich angeflogen.

## Sonstiges
- Betreiber des Flughafens ist die Airports Authority of India.
- Es gibt eine Start-/Landebahn mit ca. 2600 m Länge.